# José Francisco Godoy
José Francisco Godoy (Tampico, 9 de agosto de 1851 - México, 1930), diplomático, biógrafo, periodista y escritor mexicano.

## Biografía
Aunque nacido en Tampico, desde los sesenta estuvo viviendo en los Estados Unidos porque su padre José Antonio Godoy fue nombrado por Benito Juárez cónsul en San Francisco. Dominando el inglés, hizo allí estudios de abogacía, ejerció el periodismo en castellano e inglés (fue redactor de Two Republics, El Ferrocarril y La Patria) y empezó su carrera política en los ochenta. Fue uno de los hombres del presidente Porfirio Díaz, cuyas alabanzas cantó en una biografía publicada a la vez en español y en inglés en 1910. Segundo secretario en la Sección Consular en la Secretaría de Relaciones Exteriores y luego Vicecónsul en San Francisco. Actuó como secretario en la Segunda Conferencia Panamericana y encargado de negocios de México en Centroamérica, tarea en la que no se mostró muy eficiente. Fue luego primer secretario de la Embajada de México en los Estados Unidos en Washington y enviado extraordinario y ministro plenipotenciario de México en Cuba y en otros países de América del Sur. En sus últimos años escribió efemérides para El Excelsior de México. Tradujo varias obras del inglés y escribió teatro, periodismo y biografías.

## Obras
- Enciclopedia biográfica de contemporáneos, Washington, 1898
- México en París. Reseña de la participación de la República Mexicana en la Exposición universal de París en l889 Tipografía de Alfonso E. López, 1888.
- Who Did It?: The Last New York Mystery The Bosqui Engraving and Printing Company, 1883.
- La ciudad de Chicago y la Exposición universal de 1893... Compañía publicista panamericana, 1892.
- Tratado de la extradición, 1896.
- Porfirio Díaz, presidente de México: el fundador de una gran república, 1910; también en ilgés: Porfirio Díaz, President of Mexico: The Master Builder of a Great Commonwealth G. P. Putnam, 1910.
- La colonia británica en la ciudad de México, sus actividades en 1925 Papelería nacional, A. Garduño y hno., 1925.
- México en Sevilla: Breves apuntes acerca de la feria o Exposición ibero-americana, que se verificará en el año de 1929 en la ciudad de Sevilla, España, y de lo que se está haciendo para que nuestro país sea dignamente representado en aquel certamen 1929.
- San Francisco, California: Su historia, recursos, situación actual, industria y comercio "El Ferrocarrilero", 1890
- La colonia americana en la ciudad de México, sus actividades en 1923, 1923.
- Las conferencias Panamericanas: Breve reseña de los trabajos y resultados de la primera, segunda, tercera, cuarta y quinta conferencias Panamericanas y preparativos para la sexta Aurelio Garduño, 1927
- La colonia francesa en la ciudad de México, sus actividades en 1923 Imprenta Victoria, s.a., 1923.
- Historiadores mexicanos, ya fallecidos, pero no olvidados 1929.
- Ingenieros y arquitectos mexicanos (ya fallecidos, pero no olvidados), 1930.

- Datos: Q5939786
- Textos: Autor:José Francisco Godoy